# Piège à pauvreté
Un piège à pauvreté est un mécanisme qui s’auto-renforce et fait perdurer la pauvreté. S'il persiste de génération en génération faute de mesure pour rompre le piège, l'effet peut se renforcer en cycle de pauvreté. 

## Pays en développement
Dans le monde en développement, de nombreux facteurs peuvent contribuer à créer un piège à pauvreté, notamment l'accès limité au crédit et aux marchés des capitaux, une dégradation extrême de l’environnement (qui réduit le potentiel de production agricole), une gouvernance corrompue, la fuite des capitaux, des systèmes éducatifs médiocres, un environnement propices aux maladies, le manque de soins de santé, des guerres ou des infrastructures insuffisantes. 
Jeffrey Sachs, dans son livre « La fin de la pauvreté», décrit le piège de la pauvreté et prescrit un ensemble d’initiatives visant à y mettre fin. Il recommande que les organismes d'aide se comportent comme des capital-risqueurs finançant des start-up. Ces investisseurs, après avoir choisi une entreprise, ne donnent pas seulement la moitié ou le tiers du montant dont l'entreprise a besoin pour devenir rentable; s'ils le faisaient, leur argent serait gaspillé. Si tout se déroule comme prévu, l'entreprise deviendra rentable et le capital risqueur bénéficiera d'un retour sur investissement. De même, suggère Sachs, les pays développés ne peuvent donner seulement une fraction de l'aide nécessaire et espérer renverser le piège de la pauvreté en Afrique. Comme les start-up, les pays en développement doivent absolument recevoir le montant d'aide nécessaire (et promis lors du Sommet du G8 de 2005) pour pouvoir commencer à inverser le piège de la pauvreté. Le problème est que, contrairement aux start-up qui font faillite si elles ne reçoivent pas de financement, les personnes continuent de mourir en Afrique à un taux élevé. 

Sachs souligne que les personnes extrêmement pauvres manquent de six grands types de capital: le capital humain, le capital d’entreprise, les infrastructures, le capital naturel, le capital institutionnel public et le capital de connaissances. Il détaille ensuite le piège de la pauvreté: 
 Les pauvres commencent avec un très faible niveau de capital par personne, puis se retrouvent pris au piège de la pauvreté car le ratio de capital par personne chute de génération en génération. Le montant de capital par personne diminue lorsque la population croît plus rapidement que le capital ne s'accumule ... La question de la croissance du revenu par habitant est de savoir si l'accumulation nette de capital est suffisamment importante pour suivre la croissance démographique. 
 Sachs soutient qu'une aide étrangère suffisante peut compenser le manque de capital dans les pays pauvres, affirmant que "si l'aide étrangère est substantielle et dure assez longtemps, le stock de capital augmente suffisamment pour élever les ménages au-dessus de la subsistance". 
Sachs estime que le secteur public devrait se concentrer principalement sur les investissements dans le capital humain (santé, éducation, nutrition), les infrastructures (routes, électricité, eau et assainissement, protection de l' environnement), le capital naturel (conservation de la biodiversité et des écosystèmes), capital institutionnel public (administration publique bien gérée, système judiciaire, police) et une partie du capital de connaissances (recherche scientifique dans les domaines de la santé, de l’énergie, de l’agriculture, du climat, de l’écologie). Sachs laisse les investissements en capital des entreprises au secteur privé, qui, selon lui, utiliserait plus efficacement les fonds pour développer les entreprises rentables nécessaires au maintien de la croissance. En ce sens, Sachs considère que les institutions publiques sont utiles pour fournir les biens publics nécessaires à la phase de décollage dans le modèle de Rostov, tout en maintenant que les biens privés sont produits et distribués plus efficacement par les entreprises privées. Ceci est une vision répandue en économie néoclassique. 
Plusieurs autres formes de pièges à pauvreté sont abordées dans la littérature notamment les pays enclavés avec de mauvais voisins; un cercle vicieux de conflits violents; des pièges de subsistance dans lesquels les agriculteurs attendent des intermédiaires avant de se spécialiser, mais les intermédiaires attendent qu'une région se spécialise d'abord; des pièges de manque de capital économique dans lesquels les petits vendeurs ont des stocks trop rares pour gagner suffisamment d’argent, qui permettrait d'augmenter le stock; le piège lié au manque de  compétences, dans lequel les travailleurs attendent des emplois spécialisés mais les entreprises attendent que les travailleurs acquièrent ces compétences spécialisées; des pièges nutritionnels dans lesquels les individus sont trop mal nourris pour travailler mais trop pauvres pour se permettre une bonne alimentation; et des pièges comportementaux dans lesquels les individus ne peuvent pas faire la différence entre les biens de tentation et ceux qui ne le sont pas, et ne peuvent donc pas investir dans les produits qui les aideraient à sortir de la pauvreté. 

## Voir également
- Trappe à inactivité
- Esclavage salarial